# Cocotropus eksae
Cocotropus eksae is een straalvinnige vissensoort uit de familie van de fluweelvissen (Aploactinidae). De wetenschappelijke naam van de soort is voor het eerst geldig gepubliceerd in 2010 door Prokofiev.